# Rodney Harrison
Rodney Scott Harrison (Markham, 15 dicembre 1972) è un ex giocatore di football americano statunitense che ha giocato nel ruolo di safety per i San Diego Chargers e i New England Patriots della National Football League (NFL). Fu scelto nel corso del quinto giro (145º assoluto) del Draft NFL 1994 dai Chargers. Al college ha giocato a football alla Western Illinois University.

## Carriera professionistica

### San Diego Chargers
Harrison fu scelto nel corso del quinto giro del 1994 dai San Diego Chargers, lo stesso anno in cui raggiunsero il loro primo e unico Super Bowl (XXIX) fino ad oggi, perso contro i San Francisco 49ers. Harrison divenne titolare nei Chargers a partire dal 1996, venendo convocato per due Pro Bowl mentre si trovava nella franchigia della California, nel 1998 e nel 2001. Nel 2000 coi Chargers stabilì i suoi allora primati in carriera con 127 tackle e 6 intercetti; nel 2002 giocò tredici partite come titolare e fece registrare 88 tackle nell'ultima stagione coi Chargers.

### New England Patriots
Dopo la stagione 2002, Harrison passò ai New England Patriots. Con la nuova squadra nel 2004 stabilì il suo nuovo primato mettendo a segno 138 tackle. Coi Patriots Rodney vinse due Super Bowl consecutivi, il XXXVIII e il XXXIX, raggiungendone un altro nel 2007, perso però contro i New York Giants. Dopo un infortunio al quadricipite femorale subito nel 2008 contro i Denver Broncos decise di ritirarsi.
Harrison fu il primo giocatore della storia a raggiungere quota 30 intercetti e 30 sack in carriera, un primato eguagliato solamente da Ray Lewis in seguito. I suoi 30,5 sack in carriera sono inoltre il massimo della storia per un defensive back.

## Vittorie e premi
- Super Bowl : 2 Vincitore del Super Bowl (XXXVIII, XXXIX)
- (2) Pro Bowl (1998, 2001)
- (4) All-Pro (1998, 2001, 2003, 2004)
- Formazione ideale del 40º anniversario dei San Diego Chargers
- Formazione ideale del 50º anniversario dei San Diego Chargers
- Formazione ideale del 50º anniversario dei Patriots

## Statistiche
| Tackle totali  | 1.205 |
| Sack           | 30,5  |
| Intercetti     | 34    |
| Fumble forzati | 11    |